# Макфарлейн, Ив
Ив Макфарлейн (англ. Eve MacFarlane; род. 27 сентября 1992, Рангиора, Кентербери) — новозеландская гребчиха, выступающая за сборную Новой Зеландии по академической гребле с 2009 года. Чемпионка мира, победительница этапов Кубка мира, участница трёх летних Олимпийских игр (2012, 2016, 2020).

## Биография
Ив Макфарлейн родилась 27 сентября 1992 года в городском поселении Рангиора, Новая Зеландия.
Заниматься академической греблей начала в 2001 году, проходила подготовку в Крайстчерче в гребном клубе Canterbury Rowing Club.
Впервые заявила о себе в гребле на международной арене в сезоне 2009 года, выиграв серебряную медаль в восьмёрках на юниорском мировом первенстве в Брив-ла-Гайард. Год спустя была лучшей в распашных безрульных четвёрках на аналогичных соревнованиях в Рачице, кроме того, в безрульных двойках выступила на юношеских Олимпийских играх в Сингапуре.
Начиная с 2011 года выступала на взрослом уровне в основном составе новозеландской национальной сборной, в частности в этом сезоне дебютировала в Кубке мира, выиграв бронзовые медали в парных четвёрках на этапах в Гамбурге и Люцерне, получила бронзу на взрослом чемпионате мира в Бледе, уступив в решающем заезде только экипажам из Германии и США.
Благодаря череде удачных выступлений удостоилась права защищать честь страны на летних Олимпийских играх 2012 года в Лондоне — в программе четвёрок парных сумела квалифицироваться лишь в утешительный финал В и расположилась в итоговом протоколе соревнований на седьмой строке.
В 2013 году в восьмёрках показала седьмой результат на мировом первенстве в Чхунджу.
В 2015 году в парных двойках была лучшей на этапах Кубка мира в Варезе и Люцерне, а также на чемпионате мира в Эгбелете.
Находясь в числе лидеров гребной команды Новой Зеландии, благополучно прошла отбор на Олимпийские игры 2016 года в Рио-де-Жанейро — на сей раз стартовала в зачёте парных двоек и заняла итоговое 12-е место.
После достаточно длительного перерыва в 2019 году вернулась в состав новозеландской национальной сборной, присоединившись к распашному безрульному экипажу. Участвовала в чемпионате мира в Линце, где показала 11-й результат.